# Byron Kennedy Award
Le Byron Kennedy Award est une récompense de cinéma et de télévision australienne spéciale décernée chaque année depuis 1984 par l'Australian Academy of Cinema and Television Arts, laquelle décerne également tous les autres AACTA Awards.
Nommé en l'honneur du producteur de cinéma australien Byron Kennedy (1949-1983), il récompense une carrière émérite consacrée au cinéma : « une entreprise créative au sein de l'industrie du cinéma ou de la télévision et dont le travail englobe les qualités de Byron Kennedy : innovation, vision et continuelle poursuite de l'excellence,. » Le récipiendaire reçoit, en plus de son prix, la somme de 10 000 AU$.

## Récipiendaires
- 1984 : Roger Savage (ingénieur du son au cinéma)
- 1985 : Andrew Pike
- 1986 : Nadia Tass et David Parker (réalisateurs et producteurs de cinéma)
- 1987 : Martha Ansara (réalisatrice de documentaires)
- 1988 : George Ogilvie (acteur et réalisateur de cinéma et de télévision)
- 1989 : Jane Campion (réalisatrice et scénariste néo-zélandaise de cinéma)
- 1990 : Dennis O'Rourke (réalisateur de documentaires)
- 1991 : John Duigan (réalisateur et scénariste de cinéma)
- 1992 : Robin Anderson et Bob Connolly (réalisateurs et producteurs de documentaires)
- 1993 : Matt Butler (directeur de la photographie assistée par ordinateur), Evonne Chesson dresseur d'animaux), Adrian Martin (scénariste et critique de cinéma) et Gary Warner (administrateur d'effets visuels)
- 1994 : John Hargreaves (acteur de cinéma)
- 1995 : Jill Bilcock (monteuse de cinéma)
- 1996 : Laura Jones (scénariste de cinéma)
- 1997 : John Polson (créateur du Tropfest)
- 1998 : Alison Barrett (directrice de casting) et Arthur Cambridge (étalonneur de cinéma)
- 1999 : Baz Luhrmann (réalisateur de cinéma) et Catherine Martin (chef décoratrice et productrice de cinéma)
- 2000 : Popcorn Taxi (festival de cinéma non-compétitif) et Inside Film Magazine (magazine de cinéma)
- 2001 : Ian David (scénariste de télévision)
- 2002 : Rachel Perkins (réalisatrice, scénariste et productrice de cinéma)
- 2003 : Dion Beebe (directeur de la photographie au cinéma)
- 2004 : John Clarke (réalisateur, scénariste et acteur de télévision)
- 2005 : Chris Kennedy (chef décorateur de cinéma)
- 2006 : Rolf de Heer (réalisateur de cinéma)
- 2007 : Curtis Levy (réalisateur de documentaires)
- 2008 : Chris Lilley (acteur, scénariste et producteur de télévision)
- 2009 : Ray Brown (chef machiniste)
- 2010 : Animal Logic (entreprise d'effets visuels)
- 2012 : Ivan Sen (réalisateur de cinéma)
- 2013 : Sarah Watt (réalisatrice de cinéma ; à titre posthume)